# کارولین اوکانر (بازیگر)
کارولین اوکانر (به انگلیسی: Caroline O'Connor) (زاده ۲ سپتامبر ۱۹۶۲) بازیگر، خواننده، رقصنده انگلیسی-استرالیایی است.
از فیلم‌های معروف او می‌توان به بازی در فیلم مولن روژ! اشاره کرد.